# La Défense de Sébastopol
Pour plus de détails, voir Fiche technique et Distribution.
La Défense de Sébastopol (en russe : Оборона Севастополя, Oborona Sevastopolya) est un film muet russe historique sorti en 1911 qui retrace la défense du port de Sébastopol par les troupes russes pendant la guerre de Crimée. C'est le premier film de long métrage sorti en Russie. Il est présenté en avant-première à l'empereur Nicolas II à son palais de Livadia en Crimée, le 26 octobre 1911.

## Synopsis
Le film débute par des gros plans sur Nicolas Ier et Alexandre II, ainsi que sur les héros russes de la bataille, et se prolonge avec la réunion de l'état-major décidant de la stratégie de la flotte sur la mer Noire. Un bateau russe est coulé et la population du port fortifie la ville. La flotte anglo-française attaque le 5 octobre 1854 et les Russes contre-attaquent. L'amiral Kornilov est mortellement blessé. Le film se poursuit avec le jeune marin Kochka qui fait prisonnière une sentinelle ennemie. Le bastion no 4 est attaqué et pris par les Turcs qui en laissent sortir vivants les Russes, par estime pour leur bravoure. Des plans montrent ensuite l'amiral Nakhimov, ainsi que des blessés dans un hôpital militaire, où une infirmière reconnaît parmi eux son mari.
Sébastopol est assiégée le 28 juin 1855 et l'amiral Nakhimov perd la vie. Le film montre un lazaret, le commandement anglo-franco-turc, puis l'assaut du capitaine Khrouliov et la mort du capitaine Ostrovski. Ensuite, des images d'époque montrent des soldats français à Malakoff, puis des anciens combattants français, anglais et russes décorés ainsi que des infirmières, cinquante ans plus tard.

## Fiche technique
- Titre : La Défense de Sébastopol
- Titre original : Оборона Севастополя (Oborona Sevastopolya)
- Réalisation et scénario : Vassili Gontcharov, Alexandre Khanjonkov
- Directeur de la photographie : Louis Forestier
- Production : Alexandre Khanjonkov
- Durée : 100 minutes
- Coût de production : 40 000 roubles

## Distribution
- Andreï Gromov : l'amiral Nakhimov
- Vladimir Maksimov
- Ivan Mosjoukine : l'amiral Kornilov
- Arseni Bibikov (ru) : le comte Totleben
- Pavel Birioukov (ru)
- Boris Borissov (ru)
- Alexandra Gontcharova (ru)
- Boris Gorine-Goriaïnov (ru)
- Olga Petrova-Zvantseva : la cantinière
- Nikolaï Semenov : le marin Kochka